# Auguste Pichon
Pour les articles homonymes, voir Pichon.
Auguste Pichon né à Sorèze le 6 décembre 1805 et mort à Paris le 18 octobre 1900 est un peintre français.
Artiste du mouvement néoclassique, il est un élève et un collaborateur de Jean-Auguste-Dominique Ingres.

## Biographie
Pierre-Auguste Pichon est élève de Joseph Roques à Toulouse, puis de Jean-Auguste-Dominique Ingres à Paris, dont il devient le plus précieux collaborateur.
À partir de sa première exposition au Salon de 1835, Pichon acquiert une réelle notoriété dans le domaine du portrait.
Ingres, qui le tient en grande estime, l'associe à ses travaux : les portraits du duc d'Orléans, les figures allégoriques de l'hôtel de ville de Paris, la décoration du château de Dampierre, la copie de la Jeanne d'Arc pour l'hôtel de ville d'Orléans, l'Autoportrait à l'âge de soixante-dix-huit ans offert au musée des Offices de Florence, etc.
Dans les années 1840, il devient le principal collaborateur d'Ingres pour les portraits. Il travaille sur le Portrait de Ferdinand-Philippe, duc d'Orléans peint en 1842 et les différentes versions exécutées après sa mort. Ingres lui confie également les répliques que la famille royale lui commande. À la même époque, on lui doit les portraits du jurisconsulte François-André Isambert et de son épouse. Quelques années plus tard, il peint Adèle et Jean-Baptiste Gèze, alors propriétaires de l'hôtel d'Assézat, à Toulouse, où leurs portraits sont exposés à l'entrée de la salle Clémence Isaure.
Pichon reçoit aussi, sur la recommandation d'Ingres de nombreuses commandes de tableaux pour orner des églises et édifices parisiens (palais du Luxembourg, églises Saint-Sulpice, Saint-Eustache, Saint-Séverin) et en province, notamment le Saint Judicaël commandé en 1847 par le roi Louis-Philippe pour l'église du château de Carheil, propriété du prince de Joinville.
Avec Hippolyte Flandrin et Théodore Chassériau, il compte parmi les rénovateurs de la peinture religieuse en France, comme l'a analysé Bruno Foucart.
Pichon lui-même nous dit qu'il avait collaboré au Portrait d'Ingres à l'âge de soixante-dix-neuf ans conservé au musée des Offices à Florence. Le 27 octobre 1877, il écrivait au directeur des Beaux-Arts : « Je viens d'apprendre que vous aviez décidé de faire exécuter pour le musée de Versailles divers portraits d'hommes illustres contemporains. Je sollicite de votre bienveillance d'être chargé de celui de mon maître et ami Ingres dont j'ai été le collaborateur pendant bien des années, notamment pour son portrait qu'il a offert jadis au musée de Florence. Je crois sans amour-propre, que personne mieux que moi n'est en mesure de reproduire les traits du grand maître… ».

## Œuvres
- Amiens, cathédrale Notre-Dame, chapelle de l'Assomption : La Cène, 1846, huile sur toile.
- Fleurigny, église Saint-MemmieSaint Memmie ressuscitant un enfant, 1861, Salon de 1861, huile sur toile.
- Orléans, musée des Beaux-Arts : Jeanne d'Arc au sacre de Charles VII, d'après Jean-Auguste-Dominique Ingres, 1858, huile sur toile, 220 × 176 cm[4].
- Paris :
  - église Saint-Eustache, chapelle Sainte-Geneviève :
  - Sainte Geneviève distribuant le pain aux pauvres, entre 1851 et 1855, peinture murale ;
  - Sainte Geneviève guérit sa mère aveugle, entre 1851 et 1855, peinture murale ;
  - Saint Germain d'Aux, entre 1851 et 1855, peinture murale.
  - église Saint-Séverin, chapelle Saint-Michel ou des Saints-Anges : Le Pape saint Clément envoyant des missionnaires ans les Gaules, 1859, peinture murale.
  - église Saint-Sulpice, chapelle Saint-Charles Borromée : Procession de saint Charles Borromée pendant la peste de Milan, 1867, peinture murale.

Œuvres d'Auguste Pichon
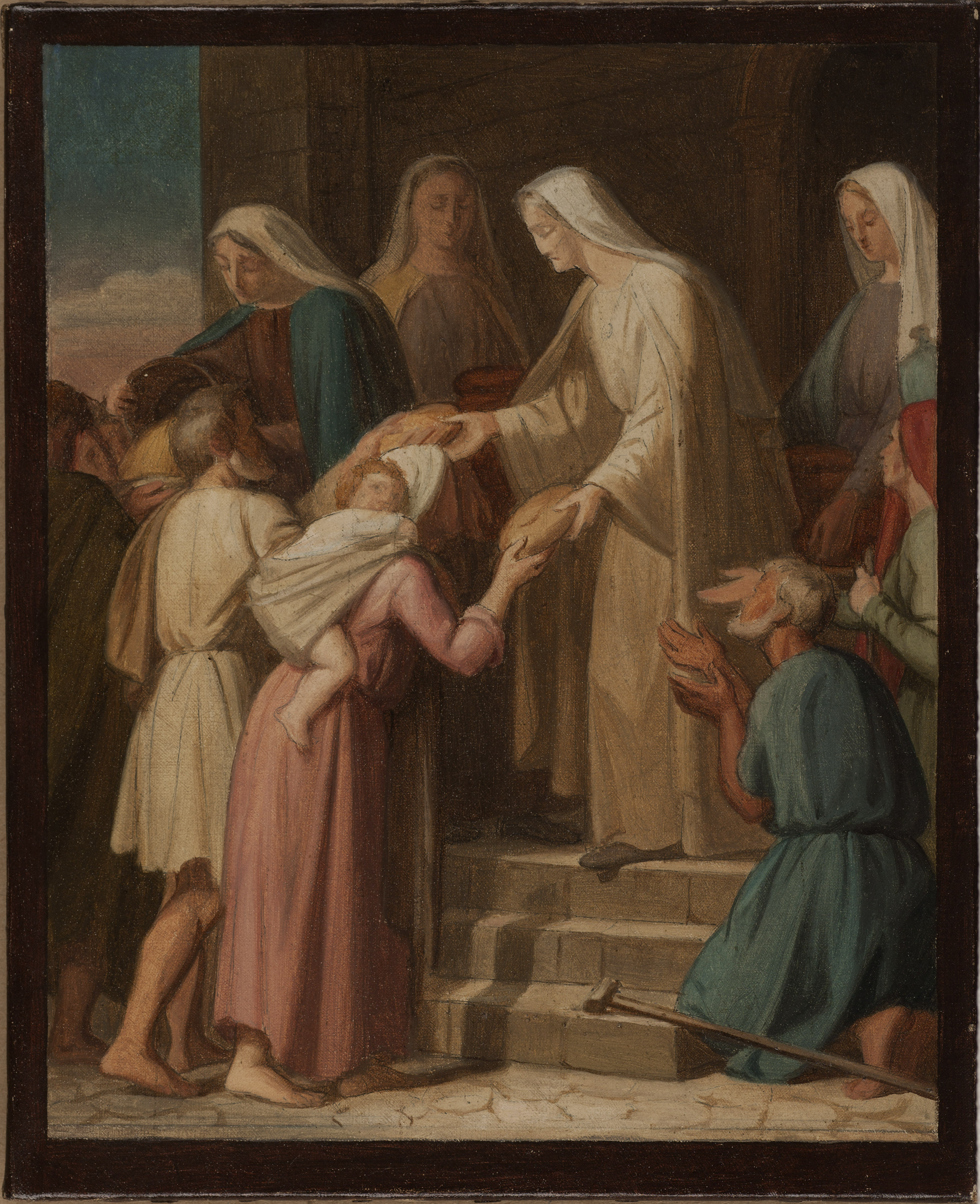
Esquisse pour l'église Saint-Eustache : Sainte Geneviève distribuant le pain aux pauvres, 1851, Paris, Petit Palais.
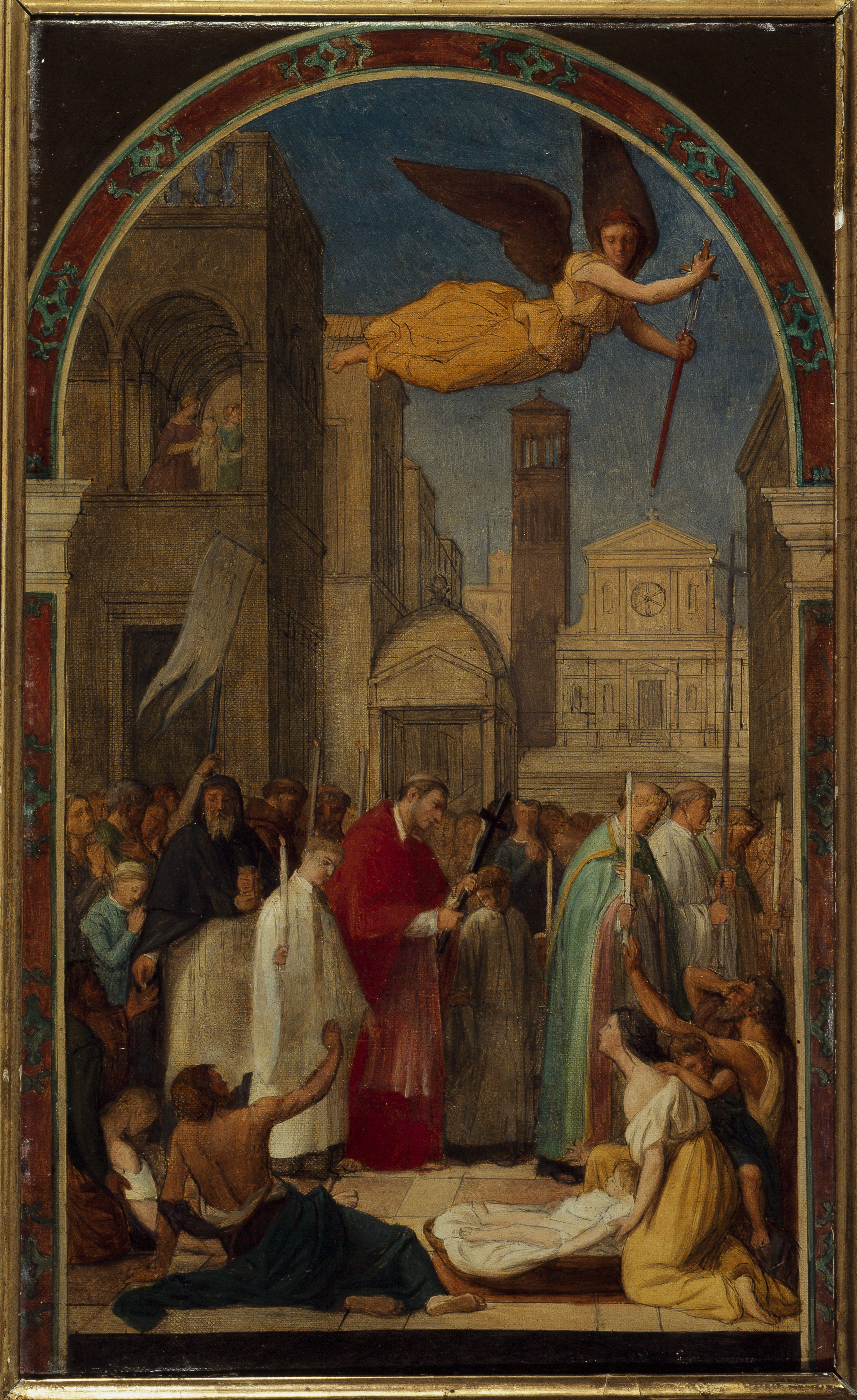
Procession de saint Charles Borromée pendant la peste de Milan, esquisse pour la peinture murale de l'église Saint-Sulpice, 1861, Paris, musée Carnavalet.
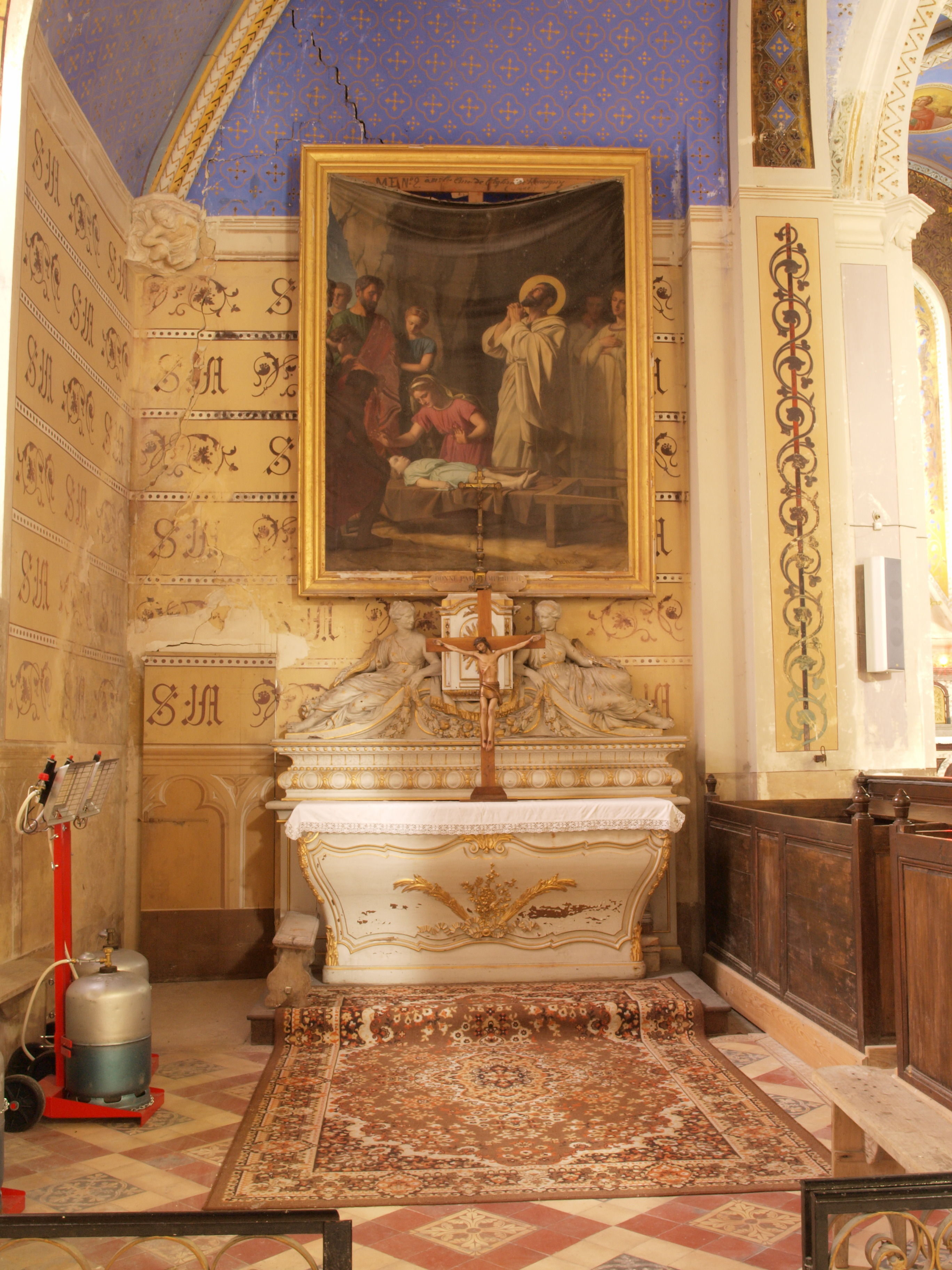
Saint Memmie ressuscitant un enfant, 1861, Fleurigny, église Saint-Memmie.
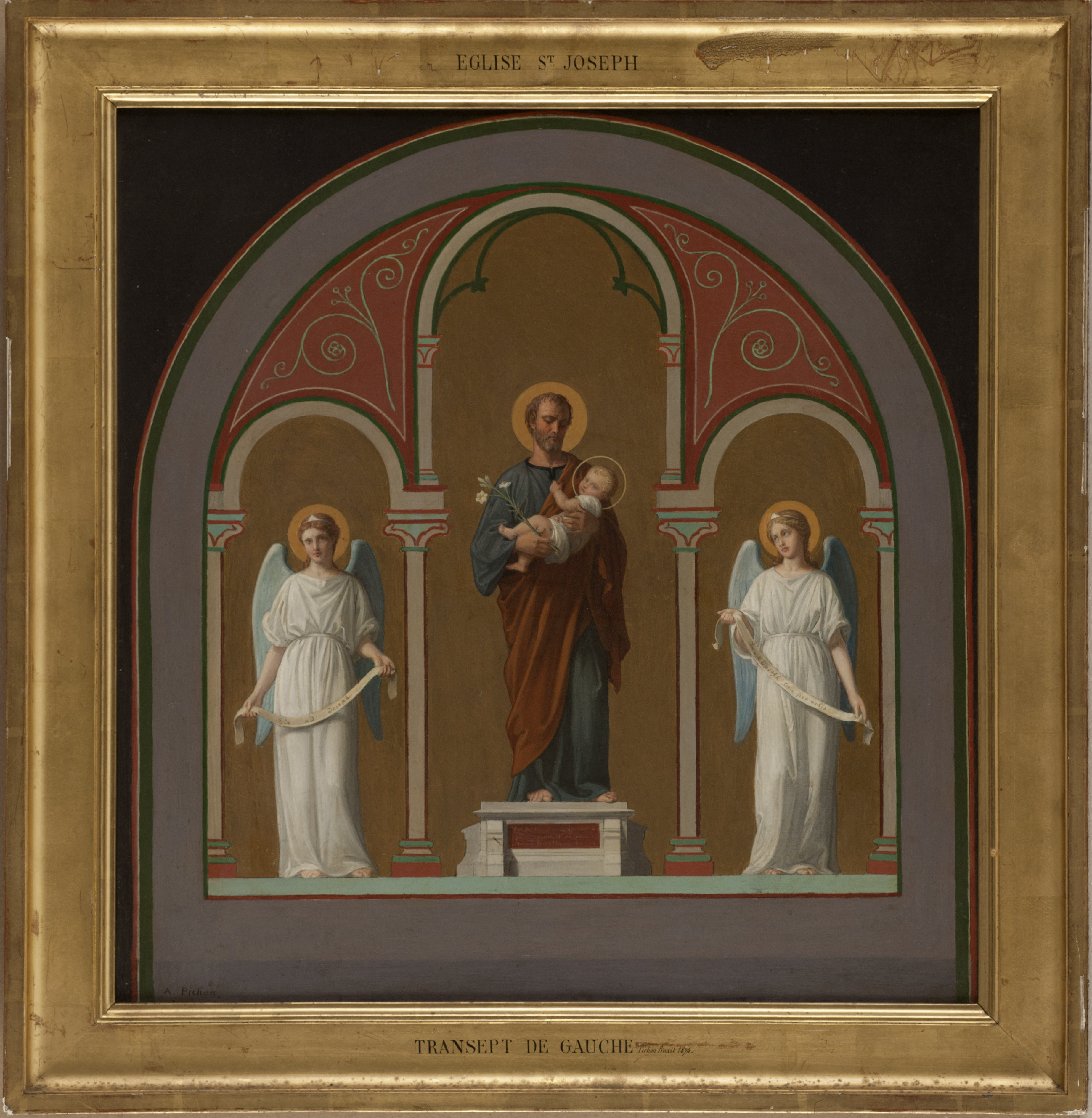
Esquisse pour l'église Saint-Joseph : Saint-Joseph, 1874, Paris, Petit Palais.
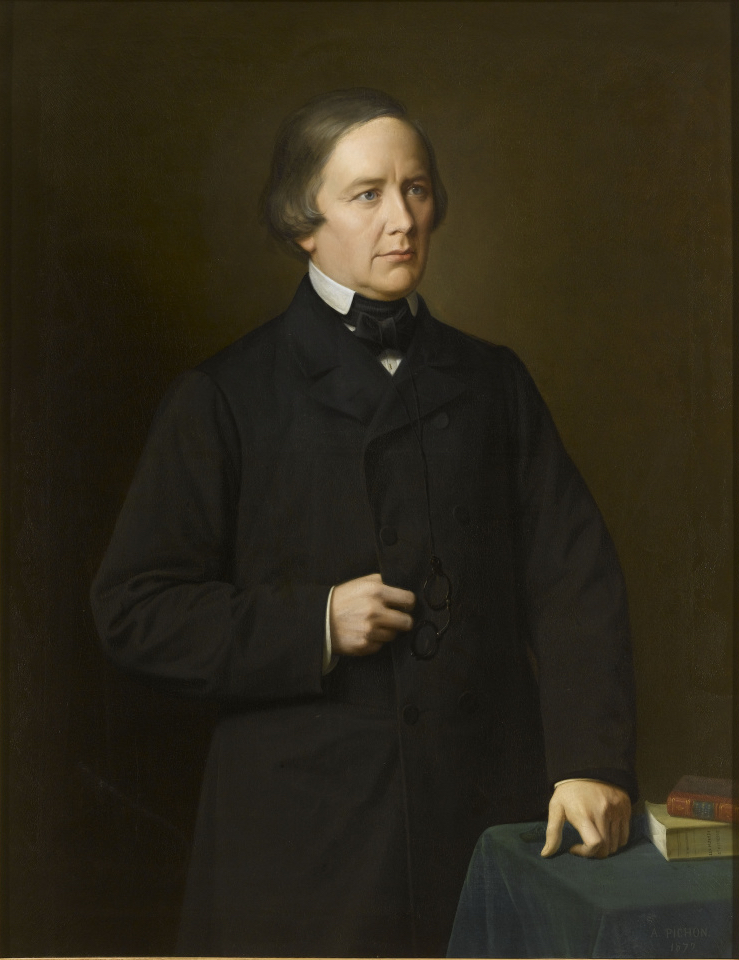
Charles Forbes, comte de Montalembert, 1879, Versailles, musée de l'Histoire de France.